# سلبریتی ایکیناکس
سلبریتی ایکیناکس (به انگلیسی: Celebrity Equinox) یک کشتی است که طول آن ۳۱۷٫۲ متر (۱٬۰۴۱ فوت) می‌باشد. این کشتی در سال ۲۰۰۹ ساخته شد.